# Sven Wollter
Sven Wollter (ur. 11 stycznia 1934 w Göteborgu, zm. 10 listopada 2020 w Luleå) – szwedzki aktor teatralny i filmowy, pisarz, działacz polityczny. Był jednym z najbardziej znanych szwedzkich aktorów, dwukrotnie został nagrodzony nagrodą jako najlepszy szwedzki aktor. W swoim rodzinnym kraju stał się szeroko znany dzięki roli syna Madame Flod, Gustena w adaptacji Ludu Hemsö w szwedzkiej telewizji Augusta Strindberga w 1966 roku. Rozpoznawalność przyniosła mu również rola w filmie Bo Widerberga Człowiek na dachu. Międzynarodowi widzowie najbardziej go znają z roli Victora w filmie Andrieja Tarkowskiego Ofiara, a dla szerszej widowni telewizyjnej jako emerytowany detektyw główny inspektor Van Veeteren w kinowych adaptacjach powieści policyjnych Håkana Nessera.

## Życiorys
Urodził się w Göteborgu w Szwecji. Był synem redaktora Kjella Wolltera (1884–1950) i Elsy, z domu Ekwall (1905–1980). Po studiach w szkole Göteborgs stadsteater 1953–1957, pracował w kilku mniejszych szwedzkich teatrach, takich jak Pionjärteatern 1954 i 1958 oraz Bygdeteatern 1959. Później był zatrudniony w Riksteatern 1960–1961, Norrköpings stadsteater 1961–1963, Vasateatern 1964 –1966 i Szwedzki Teatr Telewizji 1966–1967. Następnie wrócił do Teatru Miejskiego w Göteborgu, gdzie występował w latach 1967–1983, a następnie w Folkteatern i Gävleborg 1983–1986, a od 1986 r. W Sztokholmie w Teatrze Miejskim.
Zagrał w wielu filmach, takich jak Ofiara Andrieja Tarkowskiego (1986), Człowiek na dachu Bo Widerberga (1976) i Człowiek z Majorki (1984), Dom Aniołów Colina Nutleya (1992) i Jerozolima Bille'a Augusta (1996). na podstawie powieści Selmy Lagerlöf. Za role w Człowieku z Majorki zdobył nagrodę dla najlepszego aktora na 20. Guldbagge Awards.
Wystąpił w serialach telewizyjnych, takich jak Hemsöborna (1966), opartej na powieści Augusta Strindberga z 1887 roku o tym samym tytule i Raskens (1976), opartej na powieści Vilhelma Moberga z 1927 roku. Wollter zagrał w hollywoodzkich produkcjach, takich jak Trzynasty wojownik (1999) Johna McTiernana, w którym zagrał wodza Wikingów.

### Zaangażowanie polityczne
Był aktywny w szwedzkim ruchu komunistycznym od młodości i był wieloletnim członkiem skrajnej Szwedzkiej Partii Komunistycznej. Jego działalność obejmowała zespół teatralny Fria Proteatern oraz odnoszący sukcesy Tältprojektet, The Tent Project, spektakl muzyczny oparty na historii szwedzkiej klasy robotniczej, która podróżowała po kraju latem 1977 roku. W 2018 roku otrzymał kontrowersyjną Nagroda Lenina w wysokości 100 000 koron szwedzkich (około 10 000 euro), nagroda kulturalna im. Włodzimierza Lenina.

## Życie prywatne
Miał pięcioro dzieci; Ylva (1962–1992) i Stina Wollter (ur. 1964) wraz z Annie Jenhoff, Lina Wollter wraz z Evabritt Strandberg, Karl Seldahl (ur. 1975) wraz z Viveką Seldahl i najmłodszym dzieckiem Magnusem. Od 2003 roku aż do śmierci był żonaty z Lisą Wede.
Zmarł w 10 listopada 2020 roku w wyniku powikłań spowodowanych przez COVID-19, którym zaraził się podczas wizyty w Sztokholmie. Przed zarażeniem się koronawirusem u Wolltera zdiagnozowano POChP według jego córki Stiny Wollter. Miał 86 lat.